# Средняя Балаклейка
Средняя Балаклейка (укр. Середня Балаклійка) — река на Украине, в пределах  Чугуевского и Изюмского районов Харьковской области. Левый приток Балаклейки (бассейн Северского Донца).

## Описание
Длина реки 40 км, площадь бассейна 345 км². Долина преимущественно трапециевидная; шириной от 1,5 до 4 км, глубиной 20-50 м. Пойма двусторонняя, иногда заболоченная, шириной от 50 до 700 м. Русло умеренно извилистое, шириной до 30-50 м (в нижнем течении), глубиной до 2 м. Уклон реки 0,98 м/км. Летом мелеет. В верховьях сооружено несколько прудов.

## Расположение
Река берёт начало на восток от села Александровки. Течет сначала на запад, дальше — преимущественно на юго-запад. Впадает в Балаклейку между селом Вербовка и городом Балаклея.